# São Valentim do Sul
Pour les articles homonymes, voir São Valentim.
São Valentim do Sul est une municipalité brésilienne située dans l'État du Rio Grande do Sul.